# شويهين
الشويهين (الاسم العلمي: Hypotriorchis)، وهو صقر صغير نوعا ما وسريع جدًا بأجنحة طويلة وضيقة. هناك أربعة طيور تسمى "شويهين"، وبعض الطيور الأخرى بالرغم من تسميتها بـ"الصقر"، إلا أنها متشابهة جدًا. وجميعها تتميز بالطيران الرائع. ورغم من أنها تصطاد فريستها من الأرض إذا سنحت لها الفرصة، إلا أن معظم فرائسها يتم أصطيادها وهي تطير، ومن فرائسها الحشرات وبعض الطيور الأخرى، حتى طائر السمامية السريعة بالمناورة والسنونو لا يمكنها الهروب من الشويهين.
يعتبر الشويهين النموذجي جنيس تقليدي بسبب التشكل المورفولوجي؛ لديها كميات وافرة الريش الرمادي الداكن الذي يغطي جسمها؛ والوجنتين سوداء؛ وعادة ما يكون الجانب السفلي مخطط بخطوط سوداء طولية. ذيولها داكنة بالكامل أو بها خطوط طفيفة فقط.
تم دعم أحادية العرق للشويهين ببيانات تسلسل الحمض النووي، رغم من أن الحدود الدقيقة للمجموعة لا تزال غير مؤكدة. يبدو أن الشويهين احد سلالات الصقر (Falco) التي ظهرت عند حدود فترتي الميوسيني والبليوسيني منذ حوالي 8-5 ملايين سنة ثم انتشرت فيما بعد في جميع أنحاء العالم القديم. لم تحل علاقتها بمجموعة صقور الشاهين والعوسق جيدا؛ لكن ظهرت أصناف مثل الصقر أحمر القدمين في بعض النواحي وسطًا بين العاسق والشويهينان النموذجية.

## الأنواع
- شويهين أوراسي (Falco subbuteo)
- شويهين أفريقي (Falco cuvierii)
- شويهين شرقي (Falco severus)
- شويهين أسترالي أو الصقر الصغير (Falco longipennis)، غير شائع ولكنه منتشر في أستراليا، وخلال فصل الشتاء الجنوبي تهاجر بعض الطيور إلى شمال القارة أو إلى جزر جنوب شرق آسيا.
- صقر أسخم (Falco concolor) في صحراء شمال أفريقيا.
- صقر أسحم (Falco eleonorae) تحتل منطقة البحر الأبيض المتوسط خلال الصيف الشمالي، وتهاجر جنوبا إلى مدغشقر في الصيف الجنوبي.

وضعت هذه الأنواع هنا مؤقتا:
- صقر نيوزيلندي أو الكاريريا (Falco novaeseelandiae).
- صقر بني (Falco berigora)
- صقر تايتا (Falco fasciinucha)